# Veines labiales postérieures
 (octobre 2020).
Les veines labiales postérieures sont des veines qui se drainent vers le plexus veineux vésical.